# Muddy Creek (Blacks Fork)
Der Muddy Creek ist ein etwa 104 km langer, linker Nebenfluss des Blacks Fork im Südwesten des US-Bundesstaates Wyoming.

## Verlauf
Der Muddy Creek entsteht durch den Zusammenfluss von West Muddy Creek und East Muddy Creek im südlichen Uinta County in den nördlichen Ausläufern der Uinta Mountains, etwa 25 km südöstlich von Evanston und 20 km westlich von Robertson auf einer Höhe von 2227 m. Von dort mäandriert er in nördliche Richtung, unterquert die Interstate 80 und erhält einige unbedeutende Zuflüsse. Im weiteren Verlauf wendet sich der Fluss nach Nordosten, unterquert den Wyoming Highway 412 und erhält mit dem Little Muddy Creek von links seinen mit Abstand längsten Nebenfluss. Nach insgesamt 104 km mündet der Muddy Creek im nordöstlichen Uinta County auf einer Höhe von 1941 m in den Blacks Fork. Die Bahnstrecke der Union Pacific Railroad im Verlauf von Evanston nach Granger folgt einem Großteil des Flussverlaufs.

## Quellflüsse
Der West Muddy Creek entspringt an der Nordostflanke des Elisabeth Mountain in den nördlichen Uinta Mountains innerhalb des Wasatch National Forest im Summit County (Utah) auf einer Höhe von etwa 3070 m. Er fließt von dort in nördliche Richtung, erhält wenige kleinere Nebenflüsse und fließt nach rund 28 km auf einer Höhe von 2227 m mit dem East Muddy Creek zum Muddy Creek zusammen. Das Einzugsgebiet des West Muddy Creek umfasst ein Areal von etwa 110 km².
Der East Muddy Creek entsteht unmittelbar nördlich der Grenze zum Bundesstaat Utah im Uinta County in den nördlichen Uinta Mountains auf einer Höhe von etwa 2910 m. Er fließt von dort in nördliche Richtung, erhält von rechts den Fish Creek und fließt nach rund 22 km auf einer Höhe von 2226 m mit dem West Muddy Creek zum Muddy Creek zusammen. Das Einzugsgebiet des East Muddy Creek umfasst ein Areal von etwa 74 km².

## Hydrologie
Der Muddy Creek ist als Nebenfluss des Blacks Fork Teil des Einzugsgebietes des Green River, der über den Colorado River in den Golf von Kalifornien entwässert. Das Einzugsgebiet des Muddy Creek umfasst ein Areal von etwa 2500 km² und grenzt an die Einzugsgebiete von Blacks Fork im Osten und Südosten, Bear River im Westen sowie Twin Creek und Hams Fork im Norden. Der mittlere Abfluss am Pegel oberhalb der Mündung in Hampton beträgt 0,95 m³/s, die größten Abflüsse finden sich in den Monaten April, Mai und Juni.

## Belege
1. 1 2 3 4 5  Muddy Creek. In: Geographic Names Information System. United States Geological Survey, United States Department of the Interior (englisch).
2. ↑  USGS 09222400 MUDDY CREEK NEAR HAMPTON, WY. Abgerufen am 23. November 2024.